# Wanda Buk
Wanda Regina Buk (ur. 16 marca 1988) – polska urzędniczka państwowa, prawnik i menedżer, w latach 2018–2020 podsekretarz stanu w Ministerstwie Cyfryzacji, od 2025 doradca społeczny Prezydenta RP. 

## Życiorys
Pochodzi ze Spały. Jest córką Dowódcy Wojsk Lądowych gen. broni Tadeusza Buka, który zginął w katastrofie smoleńskiej.
Absolwentka II Liceum Ogólnokształcącego im. S. Żeromskiego w Tomaszowie Mazowieckim. W 2013 roku ukończyła studia na Wydziale Prawa i Administracji Uniwersytetu Łódzkiego, a rok później na Wydziale Francuskiego Prawa Biznesowego w Université de Poitiers. Ukończyła również podyplomowo studia z zakresu międzynarodowych stosunków militarnych na Akademii Obrony Narodowej (2014) i pomocy państwowej w Szkole Głównej Handlowej (2016), a także Europejską Szkołę Dyplomacji (2013) oraz program Leadership Academy for Poland prowadzony we współpracy z Harvard University. W 2015 rozpoczęła studia doktoranckie na Akademii Obrony Narodowej.
Wraz z dwoma członkami rodziny wystąpiła do Ministerstwa Obrony Narodowej o rekordowe rekompensaty za katastrofę smoleńską domagając się łącznie 9 mln złotych.
Pracowała w kancelariach prawnych KKMP i GWW w ramach projektów telekomunikacyjnych i jako doradzająca podmiotom gospodarczym. Zasiadała także w radach nadzorczych państwowych spółek z branży nieruchomości i informatycznej (wszystkie należące do grupy NASK Państwowy Instytut Badawczy). W latach 2016–2018 pełniła funkcję dyrektor Centrum Projektów Polska Cyfrowa, gdzie odpowiadała m.in. za przeprowadzenie największego w historii funduszy europejskich konkursu na dofinansowanie budowy infrastruktury telekomunikacyjnej. Projekt został nagrodzony przez Komisję Europejską nagrodą European Broadband Awards. W 2017 uzyskała uprawnienia adwokata. 10 lipca 2018 powołana na podsekretarz stanu w Ministerstwie Cyfryzacji. Członek Komitetu Stałego Rady Ministrów, Komitetu ds. Unii Europejskiej oraz Zespołu ds. Programowania Prac Rządu. W latach 2018–2020 znalazła się w rankingu 50 najbardziej wpływowych prawników przygotowanym przez Dziennik Gazetę Prawną, odpowiednio na miejscach 49, 46 i 13. Laureatka nagrody Wektory 2018. 18 sierpnia 2020 złożyła rezygnację ze stanowiska podsekretarza stanu w Ministerstwie Cyfryzacji. 
W latach 2020–2024 członkini zarządu PGE Polskiej Grupy Energetycznej. W 2024 została wiceprzewodniczącą rady nadzorczej Miejskiego Przedsiębiorstwa Gospodarki Komunalnej w Chełmie.
W sierpniu 2025 powołana na doradcę społecznego prezydenta Karola Nawrockiego.

## Życie prywatne
Prywatnie jest żoną Janusza Cieszyńskiego.